# Lawrence & Donoghue
Lawrence & Donoghue / Lawrence & Kevin is een Nederlandse muziekgroep. De band bestaat uit de twee oorspronkelijke leden Kevin 'Donoghue (zanger) en Rence Damming (zanger/toetsen).

## Biografie
De groep ontstond in Diemen in 2000, waar Damming en O'Donoghue elkaar ontmoetten in een achtertuin, waar zij op dat moment aan het jammen waren. Beiden hebben een passie voor muziek, en het duurde niet lang voor Ferry & Garnefskie ze ontdekte in een tentje, waar ze toen nog voor een klein publiek optraden. De muziek kan worden omschreven als trance en is geïnspireerd door Savage Garden.

## Discografie
- 2000: Around The Corner Of Life (CD); Clubstitute Records
- 2000: Around The Corner Of Life (12 inch); Clubstitute Records[1]